# Masclianae
Masclianae (łac. Masclianensis) – diecezja historyczna w Cesarstwie rzymskim w prowincji Byzacena, współcześnie w Tunezji. Obecnie katolickie biskupstwo tytularne.

## Biskupi tytularni
| Lp. | Biskup                           | Funkcja                                                                           | Od              | Do               |
| --- | -------------------------------- | --------------------------------------------------------------------------------- | --------------- | ---------------- |
| 1   | Jean-Pierre Urkia                | wikariusz apostolski Paksé (Laos)                                                 | 12 czerwca 1967 | 21 grudnia 2011  |
|     | Carlos Alberto Novoa de Agustini | biskup pomocniczy elekt Lomas de Zamora (Argentyna) zrezygnował z przyjęcia sakry | 3 grudnia 2013  | 13 grudnia 2013  |
| 2   | Jonas Benson Okoye               | biskup pomocniczy Awka (Nigeria)                                                  | 30 maja 2014    | 9 listopada 2021 |
| 3   | Fabián González Balsa            | biskup pomocniczy Río Gallego (Argentyna)                                         | 21 maja 2022    |                  |